# Liste der denkmalgeschützten Objekte in Kartitsch
Die Liste der denkmalgeschützten Objekte in Kartitsch enthält die 16 unbeweglichen denkmalgeschützten Objekte der Gemeinde Kartitsch im Bezirk Lienz (Tirol).

## Denkmäler
| Foto |                 | Denkmal | Standort                                         | Beschreibung | Metadaten |
| ---- | --------------- | --- | ------------------------------------------------ | --- | --- |
| ja   | Datei hochladen | Widum HERIS-ID: 6550 Objekt-ID: 2430 TKK: 19072                                                                     | Hollbruck 9 Standort KG: Hollbruck               | Das würfelförmige, barocke Widum (Pfarrhof) stammt im Kern aus dem 18. Jahrhundert. Es wurde 1983 und 2008 saniert und in der Folge privat vermietet. Der zweigeschoßige Bau mit Satteldach und giebelseitig aufgeschlossenem Mittelflurgrundriss besitzt ein Rechteckportal mit erneuertem Holzbalkon, glatt geputzte gewundene Säulen an den Gebäudekanten und horizontale Bänder zwischen den Geschoßen. Zudem wurde die Fassade durch Faschenrahmungen um die Portal- und Fensteröffnungen akzentuiert. | BDA-Hist.: Q37913371 Status: Bescheid Stand der BDA-Liste: 2025-06-30 Name: Widum GstNr.: 2078 Hollbruck, Widum |
| ja   | Datei hochladen | Wallfahrtskirche zu Unserer Lieben Frau Mariahilf HERIS-ID: 6547 Objekt-ID: 2427 TKK: 19848                         | bei Hollbruck 10 Standort KG: Hollbruck          | Die schlichte, barocke Kirche aus dem 17. Jahrhundert besitzt ein steiles Satteldach, einen eingezogenen polygonalen Chor und einen Turm mit Zwiebelhaube. Mit ihrer qualitätvollen Inneneinrichtung zählt die Wallfahrtskirche zu den bedeutendsten, frühbarocken Kirchenbauten Tirols. Die Pfarrkirche beherbergt Kalk-Secco-Malereien von Gabriel Kessler aus dem Jahr 1686, die Altäre wurden im selben Jahr von Voltener aus Lienz gestaltet.                                                          | BDA-Hist.: Q37913117 Status: § 2a Stand der BDA-Liste: 2025-06-30 Name: Wallfahrtskirche zu Unserer Lieben Frau Mariahilf GstNr.: 2077, 1549 Pfarrkirche Hollbruck |
| BW   | Datei hochladen | Kreuzweg HERIS-ID: 6549 Objekt-ID: 2429 TKK: 19068                                                                  | westlich Hollbruck 9 Standort KG: Hollbruck      | Der Kreuzweg wurde 1904 auf dem Weg vom Simmelerstöckl zur Wallfahrtskirche errichtet und 1926 nach dem Ausbau dieser Straße neu aufgestellt. Bei dem Kreuzweg handelt es sich um Bildtafeln in Öl auf Holz unter überdachten Gehäusen. | BDA-Hist.: Q37913311 Status: § 2a Stand der BDA-Liste: 2025-06-30 Name: Kreuzweg GstNr.: 1549 |
| ja   | Datei hochladen | Militärfriedhof Hochgränten HERIS-ID: 6552 Objekt-ID: 2432 TKK: 82426                                               | Hollbruck Standort KG: Hollbruck                 | Der österreichisch-ungarische Kriegerfriedhof beherbergt die Gräber von vier am 6. September 1915 am Grenzkamm zwischen Hochgräntenjoch und Hollbrucker Spitz gefallenen Standschützen. Ihre Gräber schmücken schmiedeeiserne Grabkreuze und ein Obelisk mit Kreuz und Inschriftentafel, der Friedhof selbst ist von einer Steinmauer mit schmiedeeisernen Ketten und Gittertüren umgeben. | BDA-Hist.: Q37913568 Status: Bescheid Stand der BDA-Liste: 2025-06-30 Name: Militärfriedhof Hochgränten GstNr.: 1726 Hollbruck, Militärfriedhof Hochgränten |
|      | Datei hochladen | Militärische Bauten des 1. Weltkriegs am Frontabschnitt Karnischer Kamm HERIS-ID: 113138 Objekt-ID: 131374seit 2019 | KG: Hollbruck GstNr.: 1724, 1725                 | Entlang des Karnischen Kamms verlief eine Frontlinie im Gebirgskrieg 1915–1918 des Ersten Weltkriegs. Hier haben sich zahlreiche Überreste der Kämpfe wie Baracken, Bunker, Geschützstellungen und Schützengräben erhalten. Lage | BDA-Hist.: Q105646948 Status: Bescheid Stand der BDA-Liste: 2025-06-30 Name: Militärische Bauten des 1. Weltkriegs am Frontabschnitt Karnischer Kamm |
| ja   | Datei hochladen | Kath. Filialkirche St. Oswald HERIS-ID: 6556 Objekt-ID: 2436 TKK: 19847                                             | gegenüber Kartitsch 31 Standort KG: Kartitsch    | Die ungegliederte, gotische Filialkirche mit polygonalem Chor und angebautem Turm mit hohem Spitzhelm wurde im 18. Jahrhundert erweitert. Im Inneren besitzt das einschiffige Langhaus Seccomalereien aus dem 17. Jahrhundert, Sterngewölbe und eine qualitätsvolle, barocke Inneneinrichtung. | BDA-Hist.: Q37913746 Status: § 2a Stand der BDA-Liste: 2025-06-30 Name: Kath. Filialkirche St. Oswald GstNr.: .1, 1 Filialkirche St. Oswald |
| BW   | Datei hochladen | Wieserkapelle, Kapelle zur hl. Mutter Anna HERIS-ID: 6564 TKK: 19042seit 2022                                       | bei Kartitsch 34 Standort KG: Kartitsch          | Die turmlose kleine Kapelle wurde 1949/1950 anstelle eines Vorgängerbaus von 1681 errichtet. Über einem längsrechteckigen Grundriss mit dreiseitigem Chorschluss ein flaches schindelgedecktes Satteldach. Der rundbogige Eingang ist giebelseitig, in den Längswänden jeweils ein Rechteckfenster. Innen flach gedeckt. Der Altarraum ist durch eine Rundbogenmauer begrenzt, an der Altarwand befindet sich ein Wandbild Hl. Mutter Anna mit Maria (bez. 1950) von Oswald Kollreider.                     | BDA-Hist.: Q98382168 Status: Bescheid Stand der BDA-Liste: 2025-06-30 Name: Wieserkapelle, Kapelle zur hl. Mutter Anna GstNr.: 2216 |
| ja   | Datei hochladen | Widum HERIS-ID: 6555 Objekt-ID: 2435 TKK: 82400                                                                     | Kartitsch 72 Standort KG: Kartitsch              | Der zweigeschoßige Pfarrhof mit Walmdach wurde zwischen 1665 und 1666 errichtet und besitzt eine nahezu regelmäßige, gemalte Fassadengliederung und ein Rechteckportal. Die gemalte Fassadengliederung weist Ecklisenen und Faschenrahmungen um Fenster und das Portal auf. | BDA-Hist.: Q37913727 Status: § 2a Stand der BDA-Liste: 2025-06-30 Name: Widum GstNr.: .124 |
| ja   | Datei hochladen | Kath. Pfarrkirche St. Leonhard HERIS-ID: 6553 Objekt-ID: 2433 TKK: 17077                                            | Kartitsch 82, in der Nähe Standort KG: Kartitsch | Die spätgotische, schlanke Pfarrkirche mit einfacher Außengliederung und Südturm mit Spitzhelm wurde im dritten Viertel des 15. Jahrhunderts an der Stelle eines Vorgängerbaus aus dem Jahr 1386 errichtet. Die Innenausstattung ist von der spätklassizistischen Umgestaltung und der Einrichtung aus der zweiten Hälfte des 18. Jahrhunderts geprägt. | BDA-Hist.: Q37913660 Status: § 2a Stand der BDA-Liste: 2025-06-30 Name: Kath. Pfarrkirche St. Leonhard GstNr.: 2128 Pfarrkirche Kartitsch |
| ja   | Datei hochladen | Kriegerdenkmal HERIS-ID: 6554 Objekt-ID: 2434 TKK: 19038                                                            | bei Kartitsch 82 Standort KG: Kartitsch          | Das Kriegerdenkmal in Kartitsch wurde 1964 auf dem Kirchenvorplatz als hohe, konische Betonstele mit Satteldach errichtet. Es zeigt ein Sgraffito der Heiligen Dreifaltigkeit von Oswald Kollreider sowie die Namen der Gefallenen der beiden Weltkriege. | BDA-Hist.: Q37913675 Status: § 2a Stand der BDA-Liste: 2025-06-30 Name: Kriegerdenkmal GstNr.: 2128 |
| ja   | Datei hochladen | Militärfriedhof mit Kapelle im Ort HERIS-ID: 6568 Objekt-ID: 2448 TKK: 19039                                        | bei Kartitsch 160 Standort KG: Kartitsch         | Der Militärfriedhof wurde 1916 gemeinsam mit der Heilig-Kreuz-Kapelle als symmetrische Anlage mit 160 Gräbern für Gefallene des Ersten Weltkriegs errichtet. Die gotisierende Kapelle mit dreiseitigem Chorschluss wacht über die durchwegs schmiedeeisernen Kreuze. | BDA-Hist.: Q37916553 Status: § 2a Stand der BDA-Liste: 2025-06-30 Name: Militärfriedhof mit Kapelle im Ort GstNr.: .293, 748/2 |
| BW   | Datei hochladen | Walcher-Kapelle (Kapelle zur Hl. Theresia vom Kinde Jesu) HERIS-ID: 6558 Objekt-ID: 2438 TKK: 19051seit 2014        | bei Kartitsch 199 Standort KG: Kartitsch         | | BDA-Hist.: Q37913837 Status: Bescheid Stand der BDA-Liste: 2025-06-30 Name: Walcher-Kapelle (Kapelle zur Hl. Theresia vom Kinde Jesu) GstNr.: .189/2 |
| ja   | Datei hochladen | Monegge-Bildstock (Walser Stöckl) HERIS-ID: 6561 Objekt-ID: 2441 TKK: 19053                                         | Standort KG: Kartitsch                           | Der Bildstock an der Straße ins Kartitscher Tal wurde im 1803 über rechteckigem Grundriss mit kreuzbekröntem Satteldach errichtet. Er beherbergt eine schmiedeeisenvergitterte Rundbogennische, in der sich ein Säulenaltärchen aus der Zeit um 1800 mit einem Gemälde der heiligen Oswald und Leonhard befindet. | BDA-Hist.: Q37914059 Status: § 2a Stand der BDA-Liste: 2025-06-30 Name: Bildstock, Monegge-Bildstock (Walser Stöckl) GstNr.: .286 Monegge Kapelle Kartitsch |
| ja   | Datei hochladen | Prinz-Heinrich-Kapelle HERIS-ID: 7248 Objekt-ID: 3151 TKK: 82424                                                    | Standort KG: Kartitsch                           | Die Prinz-Heinrich-Kapelle ist eine 1917 errichtete, verschindelte Holzkapelle, die in Gedenken an Prinz Heinrich von Bayern erbaut wurde. Die 1987 neu errichtete Kapelle besitzt einen längsrechteckigen Grundriss mit Apsis, einen offenen Eingangsbereich mit Brüstungsgeländer und ein weit vorkragendes Satteldach mit Glockenträger und kreuzbekröntem Satteldach. | BDA-Hist.: Q1588451 Status: Bescheid Stand der BDA-Liste: 2025-06-30 Name: Prinz-Heinrich-Kapelle GstNr.: 1827/22 Prinz-Heinrich-Kapelle |
| ja   | Datei hochladen | Kriegerfriedhof HERIS-ID: 7249 Objekt-ID: 3152 TKK: 82425                                                           | bei Obstanserseehütte Standort KG: Kartitsch     | Der Kriegerfriedhof der österreichisch-ungarischen Truppen wurde für die zwischen 1915 und 1917 in der Schlacht um Cima Frugnoni und der Pfannspitze gefallenen Standschützen in rund 2300 Meter Höhe am Obstanser See errichtet. Der Friedhof beherbergt zwölf Gedenkkreuze für die eindeutig identifizierten Soldaten und wird von einem massiven Eisenzaun umgeben. | BDA-Hist.: Q37954093 Status: Bescheid Stand der BDA-Liste: 2025-06-30 Name: Kriegerfriedhof GstNr.: 1763 |
| BW   | Datei hochladen | Militärische Bauten des 1. Weltkriegs am Frontabschnitt Karnischer Kamm HERIS-ID: 113139 Objekt-ID: 131375seit 2019 | Standort KG: Kartitsch                           | Entlang des Karnischen Kamms verlief eine Frontlinie im Gebirgskrieg 1915–1918 des Ersten Weltkriegs. Hier haben sich zahlreiche Überreste der Kämpfe wie Baracken, Bunker, Geschützstellungen und Schützengräben erhalten. 2018 wurde am Gipfel des Demut eine Beobachtungsstellung und etwa 200 m östlich davon eine Feldwache untersucht und teilweise freigelegt und restauriert. | BDA-Hist.: Q105646951 Status: Bescheid Stand der BDA-Liste: 2025-06-30 Name: Militärische Bauten des 1. Weltkriegs am Frontabschnitt Karnischer Kamm GstNr.: 1802, .185/35, .185/36, .185/37, 1862, 1762, 1827/22, 1833, 1861, 1863/1, 1914, 1913, 1929, 1918, 1919, 1801, .185/34 |